# Jai Hindley
Jai Hindley (Perth, 5 mei 1996) is een Australisch wielrenner die anno 2022 rijdt voor BORA-hansgrohe.

## Carrière
In 2012 werd Hindley nationaal kampioen op de weg bij de nieuwelingen door in Canbelego in een sprint met drie James Thompson en Reece Tucknott naar de dichtste ereplaatsen te verwijzen. Een jaar later, in 2013, werd Hindley achter winnaar Ryan Cavanagh tweede in de wegrit voor junioren op de Oceanische kampioenschappen. In 2014 werd Hindley zowel derde op het nationale kampioenschap als op het continentale kampioenschap op de weg. Later dat jaar werd hij achtste in de Trofeo Buffoni en eindigde hij op plek 24 om de wegrit op het wereldkampioenschap.
In augustus 2016 won Hindley de GP Capodarco, een Italiaanse eendagskoers. Hij versloeg hier Edward Ravasi in een sprint-à-deux bergop. Aljaksandr Raboesjenka, die een maand later Europees beloftenkampioen zou worden, eindigde op twaalf seconden als derde. Na de Ronde van de Toekomst, waarin Hindley derde werd in de zevende etappe, nam hij deel aan de Olympia's Tour. In deze Nederlandse etappekoers eindigde hij met de Australische selectie als tweede in de openingsploegentijdrit.
Op 7 januari 2017 werd Hindley zestiende op het nationale kampioenschap voor beloften. Tien dagen later stond hij namens Team UniSA-Australia, een Australische nationale selectie, aan de start van de Tour Down Under. Hier wist hij op plek 25 in het algemeen klassement te eindigen. In de Cadel Evans Great Ocean Road Race werd hij zestiende, in dezelfde tijd als winnaar Nikias Arndt. In de eerste rit in lijn van de Herald Sun Tour, met aankomst bergop in Falls Creek werd Hindley tweede, achter Damien Howson. Hierdoor nam hij de leiding in het jongerenklassement over van Ayden Toovey, die een dag eerder vijftiende was geworden in de proloog. Zijn tweede positie in het algemeen klassement en zijn leiding in het jongerenklassement hield hij in de overige drie etappes vast. Halverwege maart werd hij, achter zijn ploeggenoten Lucas Hamilton en Michael Storer, derde in het Oceanische kampioenschap op de weg. Na onder meer een tweede plaats in de Trofeo Città di San Vendemiano en zijn eindoverwinning in de Toscana-Terra di Ciclismo Eroica, die niet op de UCI-kalender stond, werd hij in mei vierde in het eindklassement van de Ronde van Rhône-Alpes Isère. Later die maand stond hij aan de start van de Ronde van Italië voor beloften, waar hij de laatste etappe won en derde werd in het eindklassement. Later dat jaar werd hij onder meer tiende in het eindklassement van de Ronde van Toekomst en elfde in de Piccolo Ronde van Lombardije. Daags na de Ronde van de Toekomst werd bekend dat hij, samen met ploeggenoot Storer, in 2018 prof zou worden bij Team Sunweb. In de Ronde van Fuzhou won hij, na een sprint-à-deux met Fung Ka Hoo, de vierde etappe, waardoor hij de  leiderstrui overnam van Mychajlo Kononenko. In de laatste etappe verdedigde hij zijn leidende positie met succes, waardoor hij Arvin Moazemi opvolgde op de erelijst.
Op 29 mei 2022 behaalde hij de eindoverwinning in de Ronde van Italië. Bij de prijsuitreiking in Verona waren zijn ouders, die hij ongeveer twee en een halfjaar niet had gezien vanwege de coronapandemie, uit Australië overgekomen.

## Overwinningen
2012
 Australisch kampioen op de weg, Nieuwelingen
2016
GP Capodarco
2017
Jongerenklassement Herald Sun Tour
7e etappe Ronde van Italië, Beloften
4e etappe Ronde van Fuzhou
Eindklassement Ronde van Fuzhou
Toscana-Terra di Ciclismo
2020
2e en 4e etappe Herald Sun Tour
Eind- en bergklassement Herald Sun Tour
18e etappe Ronde van Italië
2022
9e etappe Ronde van Italië
Eindklassement Ronde van Italië
2023
5e etappe Ronde van Frankrijk

## Resultaten in voornaamste wedstrijden
| Jaar | Ronde van Italië | Ronde van Frankrijk | Ronde van Spanje |
| ---- | ---------------- | ------------------- | ---------------- |
| 2018 |                  |                     | 32e              |
| 2019 | 35e              |                     |                  |
| 2020 | ↑ (1)            |                     |                  |
| 2021 | opgave           |                     |                  |
| 2022 | ↑ (1)            |                     | 10e              |
| 2023 |                  | 7e (1)              |                  |
| 2024 |                  | 18e                 |                  |
| 2025 | opgave           |                     |                  |

| Jaar | Amstel Gold Race | Luik-Bast.‑Luik | Ronde van Lombardije | Waalse Pijl | Clásica San Sebastián | Strade Bianche |  | WK op de weg |  | Wereldranglijsten |
| ---- | ---------------- | --------------- | -------------------- | ----------- | --------------------- | -------------- |  | ------------ |  | ----------------- |
| 2018 |                  |                 | 47e                  |             | 56e                   |                |  |              |  | 270e (UWT)        |
| 2019 |                  |                 | 31e                  |             |                       | 48e            |  |              |  | 178e (UWR)        |
| 2020 |                  |                 | 65e                  |             |                       |                |  | opgave       |  |                   |
| 2021 |                  |                 |                      |             | 26e                   |                |  |              |  |                   |
| 2022 |                  |                 |                      | 26e         | opgave                | 18e            |  | 49e          |  |                   |
| 2023 | 12e              | 83e             | 44e                  |             |                       |                |  |              |  | 37e (UWR)         |
| 2024 |                  | 52e             | 24e                  |             |                       |                |  | 18e          |  | 105e (UWR)        |
| 2025 |                  |                 |                      |             |                       |                |  |              |  |                   |

### Resultaten in kleinere rondes
| Jaar | Tour Down Under | UAE Tour | Parijs-Nice | Tirreno-Adriatico | Ronde van Catalonië | Ronde van het Baskenland | Ronde van Californië | Ronde van Romandië | Critérium du Dauphiné | Ronde van Polen |
| ---- | --------------- | -------- | ----------- | ----------------- | ------------------- | ------------------------ | -------------------- | ------------------ | --------------------- | --------------- |
| 2017 | 25e             |          |             |                   |                     |                          |                      |                    |                       |                 |
| 2018 |                 |          |             |                   | 71e                 | 57e                      | 36e                  |                    |                       |                 |
| 2019 | 18e             |          |             |                   |                     | 38e                      |                      |                    |                       | ↑               |
| 2020 | 18e             | 28e      |             | 13e               |                     |                          |                      |                    |                       | 14e             |
| 2021 |                 |          | 18e         |                   | opgave              |                          |                      |                    | 7e                    |                 |
| 2022 | 14e             |          | 5e          | 13e               |                     |                          |                      |                    |                       |                 |
| 2023 | 16e             |          |             | 15e               | 8e                  |                          |                      | 4e                 |                       |                 |
| 2024 |                 |          |             | ↑                 |                     | 12e                      | 28e                  | 20e                |                       |                 |
| 2025 |                 |          |             | 5e                |                     |                          |                      |                    |                       |                 |

## Ploegen
- 2016 –  Attaque Team Gusto (tot 15 april)
- 2017 –  Mitchelton Scott (vanaf 1 maart)
- 2018 –  Team Sunweb
- 2019 –  Team Sunweb
- 2020 –  Team Sunweb
- 2021 –  Team DSM
- 2022 –  BORA-hansgrohe
- 2023 –  BORA-hansgrohe
- 2024 –  BORA-hansgrohe
- 2025 –  Red Bull-BORA-hansgrohe

Bayly · Chung · Dobbs · Donohoe · Guy · Hill · Hindley · Huang · Kalma · Lin · Lu · Martz · Rogers · Wu
Andersen · Arndt · Bauhaus · Curvers · ten Dam · Dumoulin   · Fröhlinger · Geschke · Haga · Hamilton · Hindley · Hofstede · Kämna · Kelderman · Matthews · Oomen · Stamsnijder · Storer · Teunissen · Theuns · Tusveld · Vervaeke · Walscheid
Arndt · Bakelants ·  Bol · Curvers · Dumoulin · Fröhlinger · Haga · Hamilton · Hindley · Hirschi · Kämna · Kanter · Kelderman · A. Kragh Andersen · S. Kragh Andersen · Matthews · Nieuwenhuis · Oomen · Pedersen · Power · Roche · Storer · Stork · Tusveld · Vervaeke · Walscheid · Eekhoff (stagiair) · Kooistra (stagiair) · Salmon (stagiair)
Arensman (vanaf 1 juli) · Arndt · Benoot · Bol · Dainese · Denz · Donovan · Eekhoff · Gall · Haga · Hamilton · Hindley · Hirschi · Kanter · Kelderman · A. Kragh Andersen · S. Kragh Andersen · Matthews · Nieuwenhuis · Oomen · Pedersen · Power · Roche · Salmon · Storer · Stork · Sütterlin · Tusveld · Van Wilder · Vermaerke (stagiair)
Arensman · Arndt · Bardet · Benoot · Bol · Brenner · Combaud · Dainese · Denz · Donovan · Eekhoff · Gall · Haga · Hamilton · Hindley · Kanter · A. Kragh Andersen · S. Kragh Andersen · Leknessund · Markl · Nieuwenhuis · Pedersen · Roche · Salmon · Storer · Stork · Sütterlin · Tusveld · Vermaerke · Van Wilder
Aleotti · Archbold · Benedetti · Bennett · Buchmann · Fabbro · Gamper · Großschartner · Haller · Higuita · Hindley · Kämna · Kelderman · Koch · Konrad · Laas · Lührs · Meeus · Mullen · Palzer · Politt · Pöstlberger · Schachmann · Schelling · Uijtdebroeks · van Poppel · Vlasov · Walls · Wandahl · Zwiehoff · Lipowitz (stagiair)
Aleotti · Archbold · Benedetti · Bennett · Buchmann · Denz · Fabbro · Gamper · Haller · Higuita · Hindley · Jungels · Kämna · Koch · Konrad · Koretzky · Lipowitz · Lührs · Meeus · Mullen · Palzer · Politt · Schachmann · Schelling · Uijtdebroeks · van Poppel · Vlasov · Walls · Wandahl · Zwiehoff
Adrià · Aleotti · Benedetti (tot 18/8) · Buchmann · Denz · Gamper · Hajek · Haller · Herzog · Higuita · Hindley · Jungels · Kämna · Koch · Lipowitz · Lührs · Maciejuk · Martínez · Meeus · Mullen · Palzer · Roglič · Schachmann · Sobrero · van Poppel · Vlasov · Wandahl · Welsford · Zwiehoff
- Gemeinsame Normdatei: 1258755505
- Virtual International Authority File: 2144165450333527100007